# 39 Minutes of Bliss (In an Otherwise Meaningless World)
39 Minutes of Bliss (In an Otherwise Meaningless World) è un album discografico di raccolta del gruppo rock svedese Caesars, pubblicato nel 2003.

## Tracce
1. Sort It Out – 3:36
2. (I'm Gonna) Kick You Out – 2:50
3. Let's Go Parking Baby – 2:34
4. Jerk It Out – 3:16
5. Out of My Hands – 3:37
6. Only You – 2:32
7. Since You've Been Gone – 3:15
8. Crackin' Up – 3:14
9. You're My Favourite – 2:02
10. Fun and Games – 2:22
11. Suzy Creamcheese – 4:03
12. You Don't Mean a Thing to Me – 4:37

## Formazione
- César Vidal – voce, chitarra
- Joakim Åhlund – chitarra
- Nino Keller – batteria, voce
- David Lindquist – basso